# Donald et son arbre de Noël
Pour plus de détails, voir Fiche technique et Distribution.
Donald et son arbre de Noël (Toy Tinkers) est un court métrage de Noël d'animation américain de la série des Donald Duck, sorti le 16 décembre 1949 réalisé par les studios Disney.

## Synopsis
Les préparatifs pour les célébrations de Noël de Donald sont ruinés quand Tic et Tac viennent s'en mêler.

## Fiche technique
- Titre original : Toy Tinkers
- Titre français : Donald et son arbre de Noël
- Série : Donald Duck
- Réalisateur : Jack Hannah
- Scénario : Milt Banta et Harry Reeves
- Animateurs : Bob Carlson, Volus Jones et Bill Justice
- Layout : Yale Gracey
- Background : Thelma Witmer
- Musique : Paul J. Smith
- Voix : Clarence Nash (Donald), James MacDonald (Tic) et Dessie Flynn (Tac)
- Producteur : Walt Disney
- Société de production : Walt Disney Productions
- Distributeur : RKO Radio Pictures
- Date de sortie : 16 décembre 1949[1]
- Format d'image : Couleur (Technicolor)
- Durée : 7 minutes
- Langue : Anglais
- Pays :  États-Unis

## Voix françaises
- Sylvain Caruso : Donald Duck
- Béatrice Belthoise : Tic
- Philippe Videcoq : Tac

## Commentaires
En 1950, le dessin animé fut nommé pour l'Oscar du meilleur court-métrage.
Le film a été réédité en octobre 1961 sous le titre Christmas Capers en 16 mm

## Titre en différentes langues
D'après IMDb :
- États-Unis : Christmas Capers[2]
- Finlande : Akun leikkisota
- Suède : Kalle leker krig